# Świdry, Piski
Świdry [ˈɕfʲidrɨ] (tiếng Đức: Schwiddern) là một ngôi làng thuộc khu hành chính của Gmina Biała Piska, thuộc huyện Piski, Warmińsko-Mazurskie, ở miền bắc Ba Lan.
Trước năm 1945, khu vực này là một phần của Đức (Đông Phổ).
Làng có dân số 310.